# Landtagswahl in Sachsen 1994
- PDS: 21
- SPD: 22
- CDU: 77

- Regierung: 77
- Opposition: 43

Die Landtagswahl in Sachsen 1994 war die zweite Wahl zum Sächsischen Landtag nach der Deutschen Wiedervereinigung. Sie fand am 11. September 1994 parallel zur Landtagswahl in Brandenburg statt.

## Wahlrecht
Das Wahlgesetz für die erste Landtagswahl 1990 war noch vor der Bildung des Landes Sachsen durch die Volkskammer beschlossen worden. Die am 6. Juni 1992 in Kraft getretene Verfassung des Freistaates Sachsen reduzierte die Zahl der Abgeordneten von 160 auf 120 (Art. 41) und sieht eine Legislaturperiode von fünf Jahren vor (Art. 44). Das neue Wahlgesetz wurde am 5. August 1993 vom Sächsischen Landtag beschlossen.

## Wahlkampf
CDU, SPD, PDS, Grüne und FDP schlossen am 15. März 1994 unter dem Namen „Fairness-Abkommen“ ein Wahlkampfabkommen. Darin wurden Regeln für eine Begrenzung der Wahlkampfkosten und einen „Wahlkampf der Argumente“ getroffen.

## Ergebnis
Bei einer Wahlbeteiligung von 58,4 % konnte die CDU unter Führung von Ministerpräsident Kurt Biedenkopf nicht nur die absolute Mandatsmehrheit, sondern auch die absolute Mehrheit der Stimmen verteidigen und ausbauen. Dies war ihr bis heute bestes Ergebnis in Sachsen sowie ihr bestes Ergebnis bei Landtagswahlen in Deutschland überhaupt. Erneut gewann sie alle 60 Direktmandate. Die PDS konnte ihr Ergebnis um 6,3 Prozentpunkte steigern, während die SPD Verluste (−2,5 Prozentpunkte) hinnehmen musste.
Die Parteien B’90/Die Grünen und FDP verpassten den Wiedereinzug in den Landtag.
| Listen                                        | Listen            | Erststimmen | Erststimmen | Erststimmen | Erststimmen | Zweitstimmen | Zweitstimmen | Zweitstimmen | Zweitstimmen | Mandate | Mandate |
| Listen                                        | Listen            | Stimmen     | %           | +/-         | Mandate     | Stimmen      | %            | +/-          | Mandate      | Anzahl  | +/-     |
| --------------------------------------------- | ----------------- | ----------- | ----------- | ----------- | ----------- | ------------ | ------------ | ------------ | ------------ | ------- | ------- |
|                                               | CDU               | 1.015.138   | 50,4        | –0,4        | 60          | 1.199.883    | 58,1         | +4,3         | 17           | 77      | –15     |
|                                               | SPD               | 453.122     | 22,5        | +4,9        | –           | 342.706      | 16,6         | –2,5         | 22           | 22      | –10     |
|                                               | PDS               | 288.294     | 14,3        | +3,3        | –           | 339.619      | 16,5         | +6,2         | 21           | 21      | +4      |
|                                               | Grüne 1           | 134.822     | 6,7         | –0,4        | –           | 85.485       | 4,1          | –1,5         | –            | –       | –10     |
|                                               | FDP               | 74.022      | 3,7         | –3,0        | –           | 36.075       | 1,7          | –3,5         | –            | –       | –9      |
|                                               | REP               | 5.702       | 0,3         | N/A         | –           | 26.177       | 1,3          | N/A          | –            | –       | –       |
|                                               | NFS               | 5.231       | 0,3         | N/A         | –           | 13.555       | 0,7          | N/A          | –            | –       | –       |
|                                               | DSU               | 20.076      | 1,0         | –4,8        | –           | 12.851       | 0,6          | –3,0         | –            | –       | –       |
|                                               | SPS               | –           | –           | N/A         | –           | 7.431        | 0,4          | N/A          | –            | –       | –       |
|                                               | Dresden pur       | 4.472       | 0,2         | N/A         | –           | –            | –            | N/A          | –            | –       | –       |
|                                               | AfS               | 2.845       | 0,1         | N/A         | –           | –            | –            | N/A          | –            | –       | –       |
|                                               | OF                | 2.341       | 0,1         | N/A         | –           | –            | –            | N/A          | –            | –       | –       |
|                                               | FW Geithain       | 1.724       | 0,1         | N/A         | –           | –            | –            | N/A          | –            | –       | –       |
|                                               | Sachbezogen       | 1.321       | 0,1         | N/A         | –           | –            | –            | N/A          | –            | –       | –       |
|                                               | Liga              | 1.164       | 0,1         | N/A         | –           | –            | –            | –0,5         | –            | –       | –       |
|                                               | BfB               | 1.135       | 0,1         | N/A         | –           | –            | –            | N/A          | –            | –       | –       |
|                                               | Spörgler          | 275         | 0,0         | N/A         | –           | –            | –            | N/A          | –            | –       | –       |
|                                               | 3 Einzelbewerber  | 2.156       | 0,1         | –0,5        | –           | –            | –            | –            | –            | –       | –       |
| Gesamt                                        | Gesamt            | 2.013.840   | 100         |             | 60          | 2.063.782    | 100          |              | 60           | 120     | –40     |
|                                               |                   |             |             |             |             |              |              |              |              |         |         |
| Ungültige Stimmen                             | Ungültige Stimmen | 79.975      | 3,8         | +0,3        |             | 30.033       | 1,4          | –1,0         |              |         |         |
| Wähler                                        | Wähler            | 2.093.815   | 58,4        | –14,4       |             | 2.093.815    | 58,4         | –14,4        |              |         |         |
| Wahlberechtigte                               | Wahlberechtigte   | 3.586.160   |             |             |             | 3.586.160    |              |              |              |         |         |
|                                               |                   |             |             |             |             |              |              |              |              |         |         |
| Quellen: Statistik Sachsen, Stimmen – Mandate |                   |             |             |             |             |              |              |              |              |         |         |

- 1 Landtagswahl 1990: FORUM (Neues Forum – Bündnis 90 – Grüne)

Die konstituierende Sitzung des 2. Sächsischen Landtages fand am 6. Oktober 1994 statt.

## Medienberichterstattung
- Kommentar von Klaus Bresser in der ZDF-Sendung „heute“ um 19:00 am 11. September 1994 siehe hier.